# Oron
Oron là một xã trong vùng hành chính Lorraine, thuộc tỉnh Moselle, quận Château-Salins, tổng Delme. Tọa độ địa lý của xã là 48° 54' vĩ độ bắc, 06° 28' kinh độ đông. Oron nằm trên độ cao trung bình là 240 mét trên mực nước biển, có điểm thấp nhất là 234 mét và điểm cao nhất là 302 mét. Xã có diện tích 5,37 km², dân số vào thời điểm 2004 là 111 người; mật độ dân số là 20,2 người/km².

## Thông tin nhân khẩu
| 1962 | 1968 | 1975 | 1982 | 1990 | 1999 |
| ---- | ---- | ---- | ---- | ---- | ---- |
| 116  | 122  | 112  | 107  | 109  | 111  |